# エミリー・ザ・ストレンジ
エミリー・ザ・ストレンジ（Emily the Strange）は、アメリカ、サンフランシスコのアーティスト集団コズミック・デプリのバズ・パーカーが創作したキャラクターである。しばしばエミリー・ストレンジ（Emily Strange）と表記されることがある。

## 歴史
当初、ステッカーのキャラクターとして発売されたが後に、衣服、バッグ、スケートボード、絵本などが発売されている。さらにダークホースコミックスから漫画版が発売されている。また、20世紀フォックスが映画化を発表している。

## エミリーとは
エミリー・ザ・ストレンジは色白の肌に真っ黒な髪をした少女で、黒い服に黒いタイツ、白のメリージェーンシューズを履いており、年齢は13歳。
また、4匹の黒猫（サバス、ニーチェー、マイルズ、ミステリー）を連れている。

## 絵本
絵本では、エミリーと4匹のねこを中心としたシュールで独特な世界が描かれている。また、絵は赤、黒、白の3色で描かれているが、見る角度を変えると質感の違いにより文字や絵が浮かび上がるようになっており、それを利用した言葉遊びがいたるところでされている。
エミリー・ザ・ストレンジの絵本は、2001年に『Emily the Strange』がアメリカで発売され日本にも輸入されている。輸入版は洋書としては異例の1万部の売上げを記録している。その後も、続編がアメリカで発売されているが、日本語版が発売されているのは一作目のみで、2003年に宇多田ヒカルが翻訳したものである。